# Apogon unicolor
Apogon unicolor är en fiskart som beskrevs av Franz Steindachner och Döderlein, 1883. Apogon unicolor ingår i släktet Apogon och familjen Apogonidae. Inga underarter finns listade i Catalogue of Life.